# Wickerhamomyces rabaulensis
Wickerhamomyces rabaulensis är en svampart som först beskrevs av Soneda & S. Uchida, och fick sitt nu gällande namn av Kurtzman, Robnett & Basehoar-Powers 2008. Wickerhamomyces rabaulensis ingår i släktet Wickerhamomyces, ordningen Saccharomycetales, klassen Saccharomycetes, divisionen sporsäcksvampar och riket svampar.   Inga underarter finns listade i Catalogue of Life.